# (1533) Saimaa
(1533) Saimaa es un asteroide que forma parte del cinturón de asteroides y fue descubierto por Yrjö Väisälä el 19 de enero de 1939 desde el observatorio de Iso-Heikkilä, Finlandia.

## Designación y nombre
Saimaa recibió inicialmente la designación de 1939 BD.
Más tarde se nombró por el Saimaa, uno de los principales lagos finlandeses.

## Características orbitales
Saimaa está situado a una distancia media del Sol de 3,012 ua, pudiendo alejarse hasta 3,123 ua. Su inclinación orbital es 10,71° y la excentricidad 0,03672. Emplea en completar una órbita alrededor del Sol 1910 días.